# Pandanus parvus
Pandanus parvus là một loài thực vật có hoa trong họ Dứa dại. Loài này được Ridl. miêu tả khoa học đầu tiên năm 1899 publ. 1900.